# 莉吉娅·法贡德斯·特莱斯

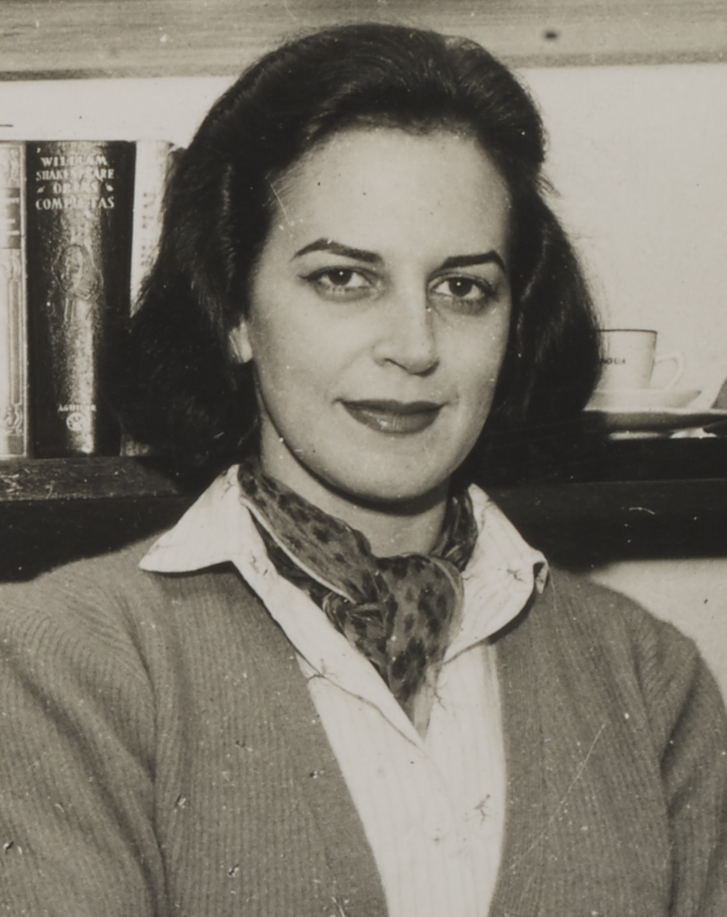
莉吉娅·法贡德斯·特莱斯

莉吉娅·法贡德斯·特莱斯 （1918年4月19日 - 2022年4月3日） 是一位巴西律師、小说家和作家。 
她生于圣保罗，高中毕业后不久就开始出版作品。 1985年，她成為巴西文学院第三位女院士，并担任第16任院长。她曾获得卡蒙斯文學獎。 